# Juan Martín de Goicoechea y Galarza (obraz)

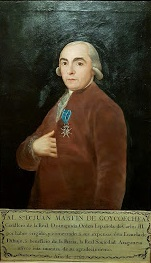
Kopia według Goi, prawdopodobnie autorstwa Juana Andrésa Merkleina, 1789

Juan Martín de Goicoechea y Galarza – obraz olejny hiszpańskiego malarza Francisca Goi (1746–1828) należący do kolekcji Museo de Zaragoza.

## Okoliczności powstania
Juan Martín de Goicoechea y Galarza (1732–1806) był zamożnym kupcem i przedsiębiorcą z Saragossy, rodzinnego miasta Goi. Był człowiekiem oświecenia o liberalnych poglądach. Został jednym z założycieli Królewskiego Aragońskiego Towarzystwa Ekonomicznego Przyjaciół Kraju. Sponsorował szkołę rysunku, która działała w Saragossie w latach 1784–1792, aż do powstania Akademii Sztuk Pięknych św. Łukasza. Goicoechea został przyjacielem i protektorem Goi w czasie, gdy malarz dopiero zaczynał karierę zawodową. Był kolekcjonerem sztuki, a w jego zbiorach znajdowały się wczesne dzieła Goi takie jak Święty Krzysztof, Święta Rodzina ze świętym Józefem i świętą Anną, Objawienie Matki Bożej z Pilar świętemu Jakubowi, Chrzest Jezusa w Jordanie i szkic do fresku Anioły adorujące Imię Boże z Bazyliki Nuestra Señora del Pilar w Saragossie. 
Goicoechea mógł pozować Goi w październiku 1790 roku, kiedy malarz przebywał w Saragossie przez 23 dni z okazji święta patronki miasta Matki Bożej z Pilar. Portret został skończony w Madrycie w grudniu tego samego roku. Motywem do zlecenia portretu mogło być ważne wyróżnienie otrzymane przez Goicoecheę w roku 1788 – Order Karola III, który widać na obrazie. Portretowanie się z okazji wyróżnienia lub awansu było powszechnym zwyczajem wśród osób związanych z dworem. Niektórzy historycy wskazują na bliższą wyróżnieniu 1788–1789 datę.
Królewskie Aragońskie Towarzystwo Ekonomiczne Przyjaciół Kraju ma w swojej siedzibie wersję tego portretu, która początkowo była uznawana za autorską (Yriarte). Według Moralesa y Marína jest to kopia, którą na zlecenie towarzystwa wykonał malarz Juan Andrés Merklein lub jego syn. Jednak styl tego dzieła różni się od innych obrazów Merkleina, dlatego możliwe, że jest to kopia nieznanego autora.

## Opis obrazu
Goicoechea został przedstawiony w półpostaci, na neutralnym czarnym tle, lekko obrócony w kierunku widza. Ma na sobie aksamitny, brązowy kaftan typowy dla zawodu kupca, do którego przypięto krzyż Orderu Karola III. Spod kaftana wystaje delikatny koronkowy żabot i mankiety, namalowane delikatnymi pociągnięciami pędzla. Prawa dłoń jest częściowo wsunięta pod połę kaftana, na wysokości odznaczenia. Na głowie ma perukę. 
Portret jest surowy, Goya ogranicza elementy dekoracyjne, aby skupić się na psychologii modela, jego pogodnym usposobieniu i inteligencji. Uwagę zwraca twarz portretowanego o jasnej karnacji i wysokim czole oraz przenikliwe spojrzenie. Poza twarzą, na którą pada światło, postać pozostaje w półcieniu. 

## Proweniencja
Obraz należał do portretowanego, a następnie do jego rodziny i spadkobierców: hrabiów de Sobardiel, de Gabarda, de Orgaz i markizów de las Palmas. W 1997 roku władze Aragonii zakupiły portret od korporacji Sotheby’s z przeznaczeniem do Museo de Zaragoza. W 2008 roku obraz został poddany renowacji.